# Alkersum
Alkersum (frisó septentrional Aalkersem, danès Alkersum) és un dels municipis de l'illa de Föhr (Illes Frisones) que forma part del districte de Nordfriesland, dins l'Amt Föhr-Amrum, a l'estat alemany de Slesvig-Holstein. Segons el cens de 2022 te una població de 392 habitants.

## Personatges destacats
- Frederik Paulsen (1909-1997), fundador de Ferring Pharmaceuticals